# 大理府
大理府，明清雲南省的府，元时为大理路。

大理府在云南省的位置（1820年）

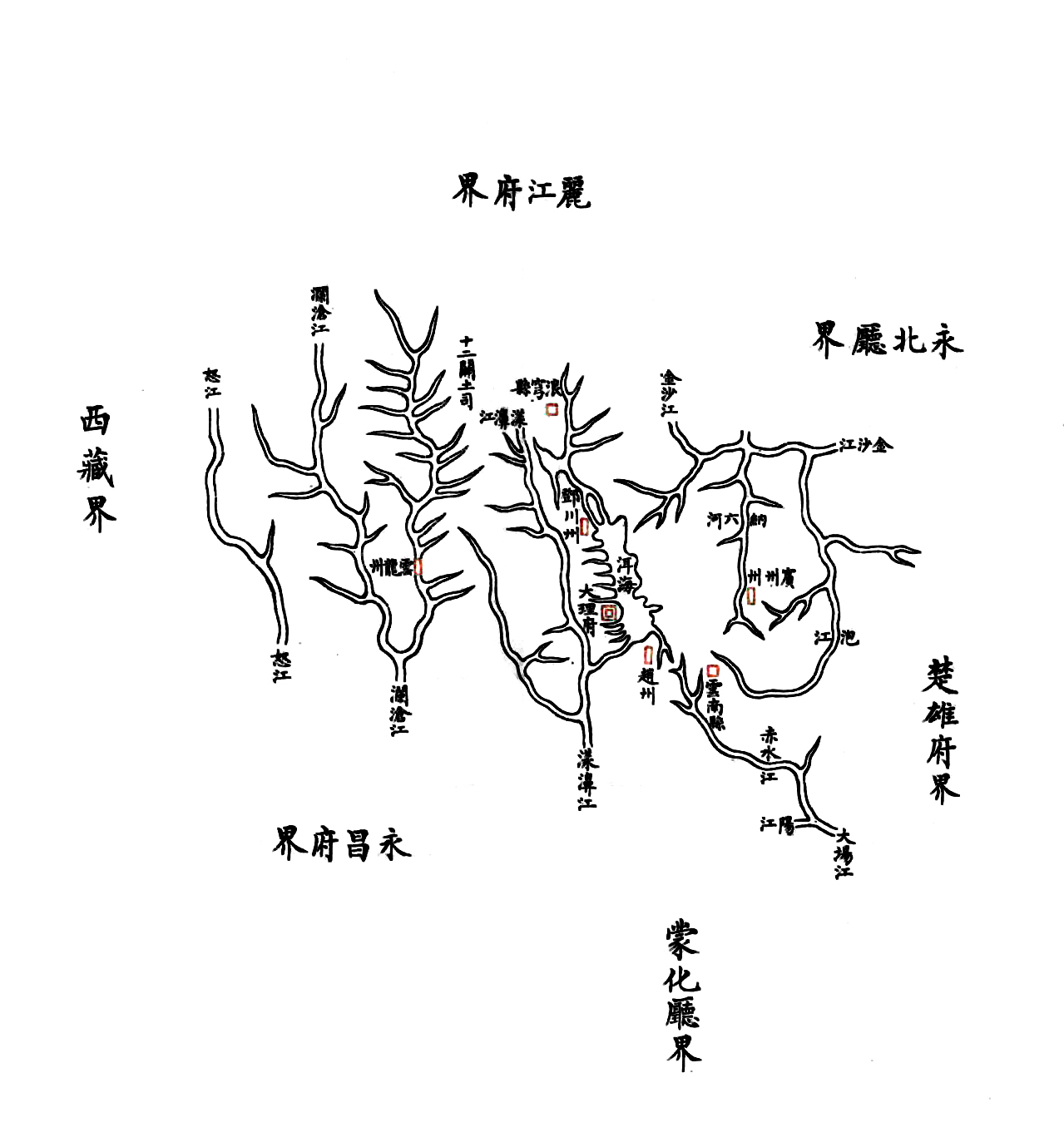
清末《雲貴地理考》中的大理府图

明洪武十五年（1382年）三月為府。領州四，縣三，長官司一。清代迤西道治所。提督駐。順治初，因明制。康熙五年（1666年），降北勝直隸州為州來屬。三十一年（1692年），仍直隸。領州四，縣三，長官司一：太和縣（今大理市境内）、雲南縣（今祥云县）、浪穹縣（今洱源县）、雲龍州（今云龙县）、賓川州（今宾川县）、鄧川州（今洱源县）、趙州（今大理市凤仪镇）、十二關長官司（今祥云县楚场）。民国二年（1913年）4月废。

## 延伸阅读
[在维基数据编辑]
 《欽定古今圖書集成·方輿彙編·職方典·大理府部》，出自陈梦雷《古今圖書集成》